# 짐 해리슨
짐 해리슨(영어: Jim Harrison, 1937년 12월 11일~2016년 3월 26일)은 미국의 시인, 소설가, 수필가이다. 그는 시, 소설, 논픽션, 아동 문학, 회고록 등 여러 장르에 걸쳐 36권이 넘는 책을 출판한 다작이자 다재다능한 작가였다. 그는 각본, 서평, 문학 비평을 썼고 음식, 여행, 스포츠에 관한 에세이를 출판했다. 해리슨은 그의 모든 글 중에서 시가 그에게 가장 큰 의미가 있다고 지적했다.:1
해리슨은 평생 동안 24편의 중편 소설을 출판했으며 그 형식의 "미국 최고의 대가"로 간주된다. 그의 첫 번째 상업적 성공:  5 은 1979년 중편 소설 3부작 '가을의 전설'을 출판하면서 이루어졌으며, 그 중 2편은 영화로 제작되었다.
해리슨의 작품은 스페인어, 프랑스어, 그리스어, 중국어, 러시아어를 포함한 여러 언어로 번역되었다. 그는 구겐하임 펠로십(1969), 중서부 문학에 대한 뛰어난 공헌으로 마크 트웨인상(1990), 미국 예술 및 문학 아카데미(2007) 입회식 등 여러 상과 영예를 받았다. 해리슨은 "좋은 시, 좋은 소설, 심지어 좋은 영화를 쓸 수 있다는 꿈이 내 삶을 삼켜버렸다"고 썼다.